# Paypayrola guianensis
Espèce
Statut de conservation UICN

 LC  : Préoccupation mineure
Synonymes
Selon GBIF (12 mai 2022) :
- Lignonia monodynama J.F.Gmel.
- Payrola guianensis Lam.
- Periclistia latifolia Benth.
- Periclistia longifolia Benth.
- Periclistia longifolia Miq.
- Wibelia guianensis Pers.

Paypayrola guianensis est une espèce de plantes à fleurs de la famille des Violaceae. C'est un arbuste ou un petit arbre néotropical.

Il est connu en Guyane sous le nom d’Encens rouge, Bois poule (Créole), Wila poloelaa (Wayãpi) ou Yauknabui (Palikur), et au Suriname Físibía (Saramaka), Taja oedoe, Tajahoedoe, Visibia (Nenge tongo), Akaradan (Arawak).

## Description
Paypayrola guianensis est un arbuste ou petit arbre, glabre, atteignant 3–7 m de haut. Les tiges sont pileuses à glabrescentes.
Les feuilles mesurant (8,5)13–20(35) × (2,5)7–10(14) cm, sont glabres sur les 2 faces, parfois bicolores, de forme ovale-lancéolée à obovale-oblongue, à marge entières ou un peu quelques dentée, à sommet arrondi ou brièvement acuminé, et à base obtuse, courtement atténuée, cunéiforme, aiguë ou arrondie.
La nervation est eucamptodrome, avec 5-6 paires de nervures latérales, fortement arquées.
Le pétiole est mince, long de 0,5–1,5 cm.
L'inflorescence est généralement en grappe ou en panicules étroits, terminaux, longs de (3)4–7 cm, densiflores, avec l'axe central pileux.
Les pédicelles sont presque absents, longs de 1–2 mm.
Les boutons sont cylindriques plus ou moins renflés à la base.
La fleur blanchâtre atteint jusqu'à 8-14 mm de long.
Les sépales sont inégaux, de forme ovale-obtuse, ovale-suborbiculé à largement ovale, mesurant 2-3 x 15-2 mm.
La corolle renflée à la base, large de 7–10 mm, et composée de pétales jaunes, de forme longlinéaire à oblongue-lancéolée, mesurant (8)10-18 x 1-2,5 mm.
Les filets forment un tube haut de 2 mm, avec les anthères mesurant environ 1 mm de diamètre, le connectif en forme d'écailles, subulé, long d'environ 0,2 mm, dépourvu d'appendice.
Le pistil est deux fois plus grand que le tube du filet.
L'ovaire, mesurant 3 × 1 mm, est glabre, avec le style obovoïde, long de 2,5-3 mm, émergeant du tube des filets.
Il contient les ovules en 2 rangs sur les placentas.
Le fruit est une capsule fusiforme au péricarpe vert, mesurant 2,3-4 x 1-1,5 cm.
Chaque valve contient 4 graines sphériques, de couleur brun clair, mesurant 8-10(11) x 4-5 mm,,,.

## Répartition
Paypayrola guianensis est présent en Colombie, au Venezuela (Amazonas : Río Cunucunuma), au Guyana, au Suriname, en Guyane, et au Brésil.

## Écologie
Paypayrola guianensis se trouve au Venezuela dans les forêts ripicoles autour de 200–300 m d'altitude.
Ce petit arbre, souvent cauliflore, est présent dans le sous-bois des forêts anciennes de terre ferme (non inondée) en Guyane, où il fleurit en Juin et fructifie en Juillet.
Il pousse dans les recrus forestiers en Guyane, et dans la végétation saisonnièrement inondée au Suriname.
Paypayrola guianensis est un arbuste ou petit arbre qui fleurit en Octobre-Décembre et fructifie en Juillet. Sa dissémination est de type autochore, ses graines sont de taille moyenne 0,1 < Lxl < 0,99 cm3, et son délai de germination est court (inférieur à 1 mois).

## Utilisation
Le bois de Paypayrola guianensis est de couleur rosée avec fine moucheture. Il est peu abondant et peu employé, mais est pourtant facile à travailler, et peut servir pour la menuiserie intérieure et la charpenterie,.
La structure de ce bois a été décrite.
Le bois de Paypayrola guianensis (densité : 0,65) présente un pouvoir calorifique supérieur de 4,730 cal/g ou 3,075 cal/cm3.
Paypayrola guianensis produit un bois peu denses mais durable (perte de masse à 6 mois P6 % = 9,0 ; P6 relative = 25% ; densité 12% = 0,69 ; infradensité = 0,55).
Paypayrola guianensis est employé à des fins médicinales et technologiques chez les Saramaka au Suriname.
À Camopi, la décoction d'écorce de Paypayrola guianensis est considérée fébrifuge par les Wayãpi.
La tisane de fleurs d'une espèce proche, Paypayrola grandiflora Tulasne, est employée pour lutter contre l'anémie en Amazonie colombienne.

## Histoire naturelle
En 1775, le botaniste Aublet propose la diagnose suivante : 

« PAYPAYROLA (Guianenſis). (Tabula 99.)

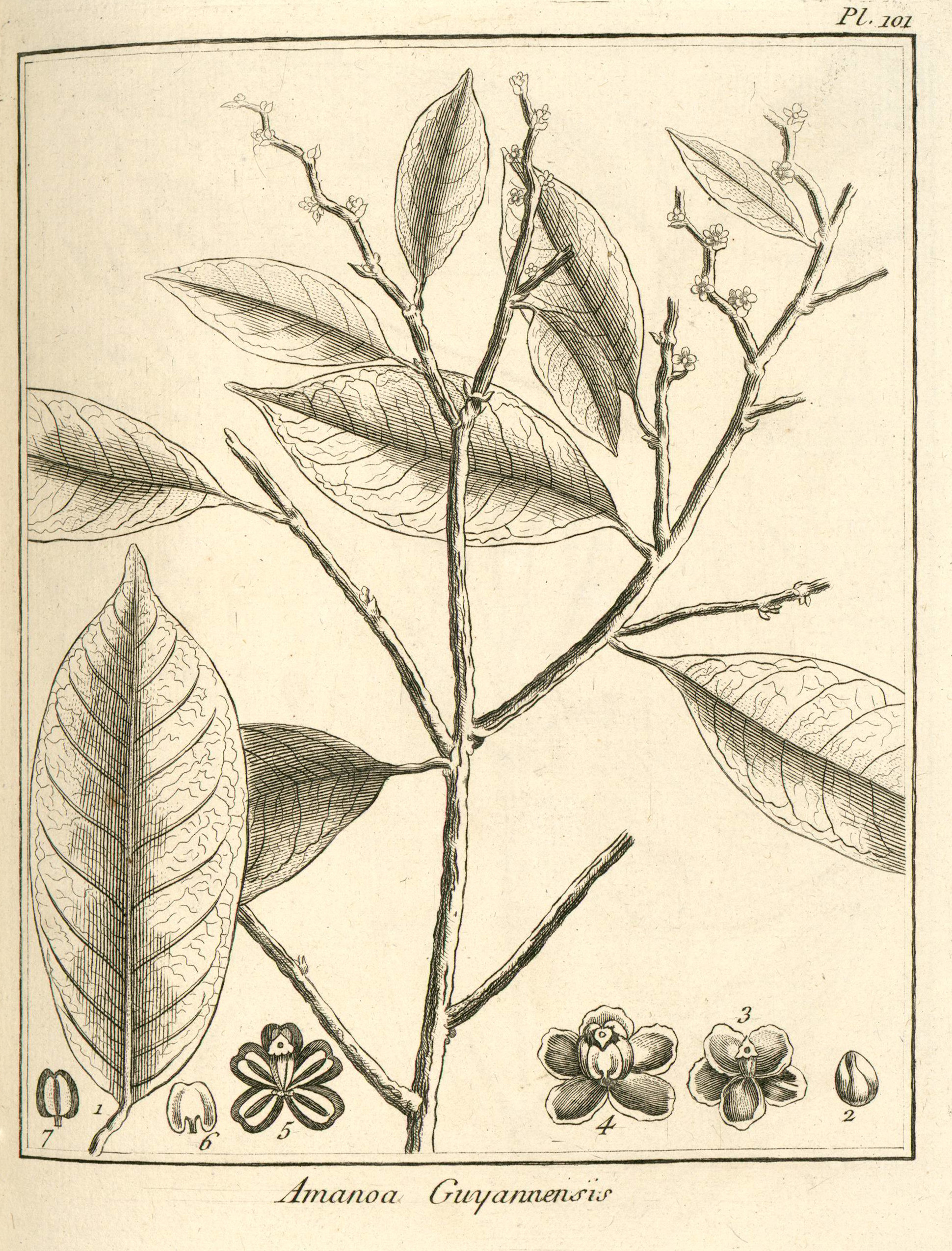
Paypayrola guianensis d'après Aublet, 1775
Planche 99 : On a groſſi les parties de la fleur qui eſt fort petite. - 1. Bouton de fleur. - 2. Fleur épanouie. - 3. Calice. Piſtil. - 4. Calice. Diſque, diamines. Piſtil. - 5. Calice, étamines. Diſque. - 6. Ovaire. Style. Stigmate. - 7. Étamine.

Frutex, caulem duodecim vel quindecim - pedalem, ramoſum, rectum, è radice emittens : quandoque, duos, tres & ampliùs protrudit. Folia alterna, ampla, ovaca, acuta, glabra, integerrima, petiolata, ſtipulata ; stipulis duabus, brevibus, acutis, deciduis.
Flores ſpicati, axillares & terminales. Corolla flava. Glandule tres, ad baſim ſinguli floris.
Florebat Octobri.
Habitat in ſylvis Sinémarienſibus viginti quinque milliaribus à maris littore.
Nomen Caribæum PAYPAYROLA.

LE PAYROLE de la Guiane. (PLANCHE 99).
Cet arbrisseau pouſſe de ſa racine une ou pluſieurs tiges ligneuſes, rameuſes, hautes de douze à quinze pieds, le haut de la tige, & les rameaux ſont garnis de feuilles alternes, entières, vertes, liſſes ; fermés, ovales, terminées en pointe. Leur pédicule eſt court, convexe en deſſous & en deſſus, creuſé en gouttiere. Il eſt accompagne de deux stipules : les plus grandes feuilles ont neuf pouces de longueur ſur quatre de largeur. 
Les fleurs naiſſent à l'extrémité des tiges & des rameaux, ou à l'aiſſelle des feuilles : elles ſont diſpoſées en épis ferres. Chaque fleur fort du milieu de trois petits corps glanduleux. 
Le calice eſt vert, d'une ſeule pièce, diviſé profondément en cinq parties larges, & un peu pointues : elles s'appliquent par le côte les unes ſur les autres, & ferrent le bas de la corolle. 
La corolle eſt jaune, à cinq pétales: ils ſont longs, étroits & adhérents enſemble dans preſque toute leur longueur, ce qui forme un tube qui ſe partage en cinq lobes dont quatre égaux, & un plus large, plus long & échancré. Tous ces lobes, dans la fleur épanouie, s'inclinent ſur le tube que forment les pétales, ils ſont attaches autour du diſque qui couvre le fond du calice. 
Les étamines ſont au nombre de cinq, rangées ſur le diſque autour de l'ovaire. Leur filet eſt court & s'inſère entre les deux bourſes de l'anthère qui s'écartent à leur baſe. 
Le piſtil eſt un ovaire arrondi, emboîté par ſa baſe dans le diſque. Il eſt ſurmonté d'un style termine par un stigmate à deux lames courbées en dedans. 
Je n'ai pas pu voir cet ovaire dans ſa maturité, & coupe en travers, il m'a paru à deux loges. 
Cet arbriſſeau eſt appellé PAYPAYROLA par les Galibis ; il croît dans les grandes forêts qui répondent à la rivière de Sinémari à vingt-cinq milles de ſon embouchure ; il étoit en fleur dans le mois d'Octobre. 
On a groſſi les parties de la fleur qui eſt fort petite. »

— Fusée-Aublet, 1775